# إدموند اندروز
إدموند اندروز (بالإنجليزية: Edmund Andrews)‏ هو جراح أمريكي، ولد في 22 أبريل 1824 في بوتني في الولايات المتحدة، وتوفي في 22 يناير 1904 في Insight Hospital and Medical Center ‏ في الولايات المتحدة.